# پویبرنه
پویبرنه (به بلغاری: Poibrene) یک منطقهٔ مسکونی در بلغارستان است که در استان پازارجیک واقع شده‌است.
 پویبرنه ۱۰۷٫۷۹۳ کیلومتر مربع مساحت و ۸۳۵ نفر جمعیت دارد و ۴۱۶ متر بالاتر از سطح دریا واقع شده‌است.